# Jiří Strach
Jiří Strach (* 29. září 1973 Praha) je český režisér a herec. Je režisérem filmu Anděl Páně z roku 2005, který se v televizní premiéře stal nejsledovanějším filmem roku 2006. Jako herec je nejvíce známý z filmu Lotrando a Zubejda, kde ztvárnil postavu mladého Lotranda.

## Vzdělání
Chodil do pražské základní školy v Ostrovní ulici. Po ukončení Gymnázia Jana Nerudy zvolil obor hraná režie na pražské FAMU. Na vysokou školu byl přijat v roce 1991 do ročníku prof. Dušana Kleina.

## Profesní kariéra
Od dětství se objevoval jako herec ve filmových rolích. V letech 1999–2002 byl odborným asistentem katedry režie FAMU, od roku 2005 je pedagogem katedry tvorby Filmové akademie Miroslava Ondříčka v Písku.
Od studií se věnuje více režijní tvorbě, převážně pro televizi. Prvním celovečerním hraným filmem, kterým vstoupil do kin, je vánoční pohádka Anděl Páně z roku 2005. V televizní premiéře se stala nejsledovanějším filmem roku 2006. Druhý film Vrásky z lásky (2012) byl návratem herecké dvojice Jiřina Bohdalová a Radoslav Brzobohatý. V roce 2016 natočil velmi úspěšné pokračovaní Anděl Páně 2 a oznámil, že pokud by byl dobrý scénář, tak by se 3. pokračování nebránil.
V roce 2007 obdržel od České filmové a televizní akademie (ČFTA) cenu Elsa za režii dramatu Operace Silver A a rok poté za BrainStorm.
V roce 2010 jej pražský arcibiskup kardinál Dominik Duka jmenoval členem Mediální rady České biskupské konference. V červnu 2020 byl jmenován poradcem pro oblast sdělovacích prostředků litoměřickým biskupem Mons. Janem Baxantem.
V únoru 2021 jej ministr zahraničních věcí Tomáš Petříček jmenoval vyslancem dobré vůle s úkolem šířit dobré jméno České republiky v zahraničí.
Je rovněž držitelem Řádu svaté Agáty, státního vyznamenání San Marina, který obdržel za svou roli při zprostředkování české humanitární pomoci San Marinu v první vlně koronavirové krize na jaře roku 2020.
V soutěži Prix Europa 2014 v Berlíně v kategorii TV Fiction zvítězil jeho film Osmy a získal cenu Best European TV Drama.
Je členem České filmové a televizní akademie (ČFTA).

## Osobní život
Má staršího bratra, který je lékařem.
V roce 2006 se oženil se svou přítelkyní Magdalenou Stupkovou, děti nemají.
Je praktikující katolík, dominikánský terciář.

## Filmografie

### Režisér

#### Film
- 2005 – Anděl Páně
- 2012 – Vrásky z lásky
- 2016 – Anděl Páně 2
- 2024 – Dlouhý, Široký a Bystrozraký – chystaný(?) film
- 2024 – Lovec[10]
- 2025 – Sedmikostelí – chystaný(?) film

#### Televize
- 1995 – Klekání zvoníme
- 1997 – Svědectví
- 1997 – Mladý chemik
- 1998 – Genij vlasti
- 2000 – Na zámku
- 2001 – Vůně vanilky
- 2002 – Vyvraždění rodiny Greenů
- 2003 – Probuzená skála
- 2005 – Povodeň
- 2005 – 2+1 s Miroslavem Donutilem
- 2007 – Tři životy
- 2007 – Operace Silver A
- 2007 – O dívce, která šlápla na chléb
- 2008 – BrainStorm
- 2009 – Ďáblova lest
- 2011 – Santiniho jazyk
- 2011 – Setkání s hvězdou: Jana Hlaváčová
- 2011 – Setkání s hvězdou: Dagmar Havlová
- 2012 – Ztracená brána
- 2012 – Šťastný smolař
- 2012 – Nejlepší Bakaláři
- 2013 – Osmy
- 2015 – Labyrint, seriál
- 2015 – Svatojánský věneček
- 2019 – Klec
- 2022 – Docent
- 2024 – Svatá

### Herec

#### Film
- 1986 – Smrt krásných srnců
- 1987 – Páni Edisoni
- 1989 – Cesta na jihozápad
- 1991 – Pějme píseň dohola
- 1995 – Učitel tance
- 1997 – Lotrando a Zubejda
- 2009 – Ať žijí rytíři!

#### Televize
- 1987 – Křeček v noční košili (TV seriál)
- 1987 – Heimatmuseum (TV seriál)
- 1992 – Správná šestka (TV seriál)
- 1994 – Bylo nás pět (TV seriál)
- 1995 – Bubáci pro všední den
- 1996 – Draculův švagr (TV seriál)
- 1999 – Ukradený automobil
- 1999 – Romeo, Julie a tma
- 1999 – Strašidlo
- 2000 – Zvonící meče
- 2000 – To jsem z toho jelen (TV seriál)
- 2001 – Duch český (TV seriál)
- 2001 – Zázračné meče
- 2001 – Vohnice a Kiliján
- 2001 – Strieborná Háta
- 2001 – Elixír a Halíbela
- 2001 – Duch český (TV seriál)
- 2002 – Chlípník
- 2003 – Strážce duší (TV seriál)
- 2005 – Dobrá čtvrť (TV seriál)
- 2007 – Trapasy (TV seriál)
- 2007 – Muž a stín
- 2007 – Kolotoč
- 2007 – Hraběnky (TV seriál)
- 2011 – Santiniho jazyk (komparz)

### Dabing
- 1988 – Policajt umí karate – Joši Tamano (Takeši)
- 199x – Nádherný holky – David Arquette (Bobby Conway)
- 199x – Excalibur – Robert Addie (Mordred)
- 1990 – Maria a Mirabela v Tranzistorii – (Bohdan)
- 1991 – Král Babar – (Babar)
- 2004 – Úžasňákovi – Brad Bird (Edna Módní)
- 2007 – Ošklivé káčátko a já – (Ošklivák)

#### Dialogy a režie českého znění
- 199x – Záskok
- 199x – Velký útěk
- 199x – Pomáda
- 199x – Nevinná krev
- 199x – Námořní policie
- 199x – Flashdance
- 199x – Excalibur
- 199x – Dave
- 199x – Bolestná realita
- 199x – Jeden a půl policajta
- 1993 – Milenec
- 1994 – Pan Chůva, neboli osobní strážce
- 1994 – Nebe a země
- 1994 – Miliónový šek
- 1994 – Kam orli nelétají
- 1995 – Vládce knih
- 1995 – Námořní policie
- 1996 – Rolničky, kam se podíváš
- 1996 – Rozbité zrcadlo
- 1996 – Jade
- 1996 – Agent WC 40
- 1997 – Z džungle do džungle
- 1997 – Herkules
- 1998 – Legenda o Mulan
- 1998 – Flubber
- 2000 – Dinosaurus
- 2001 – Atlantida: Tajemná říše
- 2002 – Planeta pokladů
- 2002 – Lilo & Stitch
- 2003 – Hledá se Nemo
- 2004 – Úžasňákovi
- 2004 – U nás na farmě
- 2004 – Medvědí bratři
- 2006 – Auta
- 2008 – VALL-I